# Atlas, zusammengestellt von deutschen Autoren
Atlas, zusammengestellt von deutschen Autoren ist eine 1965 im Klaus Wagenbach Verlag erschienene Anthologie mit Beiträgen deutschsprachiger Autoren mit Schwerpunkt West- und Ostdeutschland. Alle Texte wurden eigens für diesen Band geschrieben. Eine 2004 erschienene Neuauflage trägt den Titel Atlas. Deutsche Autoren über ihren Ort.

## Inhalt und Gliederung
Hinweis: Die Angaben folgen, wenn nicht anders angegeben, der Ausgabe „Atlas. Deutsche Autoren über ihren Ort“, Verlag Klaus Wagenbach, Berlin 2004 ISBN 3-8031-3188-X
Vorangestellt sind ein Vorwort Klaus Wagenbachs (Warum dieses Buch keinen Herausgeber hat) und in der neueren Ausgabe von 2004 zusätzlich eine Nachbemerkung nach vierzig Jahren. Der Band versammelt insgesamt 51 Beiträge von 43 Autoren in Form von Autobiographien, Gedichten, Erzählungen und Satiren. Thema sind Orte (auch fiktive), mit denen die Autoren besondere Erinnerungen verbinden. Diese Orte sind geographisch von Ost nach West sortiert, auch wenn dies nicht immer konsequent eingehalten wird, so erscheint etwa Freiburg vor Wien. Einige der Autoren: Johannes Bobrowski, Siegfried Lenz, Günter Grass, Peter Weiss, Günter Eich, Marie Luise Kaschnitz, Wolfgang Koeppen, Wolf Biermann, Heinrich Böll, Carl Zuckmayer, Anna Seghers, Ernst Bloch, Christoph Meckel, Erich Fried, Ilse Aichinger, H.C. Artmann, Nelly Sachs.
Zwei bemerkenswerte Beiträge stammen von Wolfgang Koeppen und Peter Weiss: Koeppens Beitrag Ein Kaffeehaus ist eine Erinnerung an das Zweite Romanische Haus in Berlin und das darin befindliche Romanische Café. Koeppen spannt einen Bogen beginnend bei Preußen über die Weimarer Republik, das Dritte Reich, bis hin zur Zerstörung im Zweiten Weltkrieg. Der Text umfasst knapp vier Druckseiten und besteht aus einem einzigen Satz. Weiss’ Beitrag Meine Ortschaft handelt von seinem Besuch im ehemaligen Lager Auschwitz … eine Ortschaft, für die ich bestimmt war und der ich entkam.

### Inhaltsverzeichnis mit Anmerkungen
- Klaus Wagenbach: Warum dieses Buch keinen Herausgeber hat (Vorwort). In der Neuausgabe von 2004 ergänzt durch eine „Nachbemerkung nach vierzig Jahren“.
- Johannes Bobrowski: Der Mahner (Prosa). Ort: Königsberg
- Siegfried Lenz: Die Schärfe der Kufen (Prosa). Jugenderinnerung an das Eissegeln am Lycker See (Lycker Seengebiet)
- Günter Grass: Kleckerburg (Gedicht)

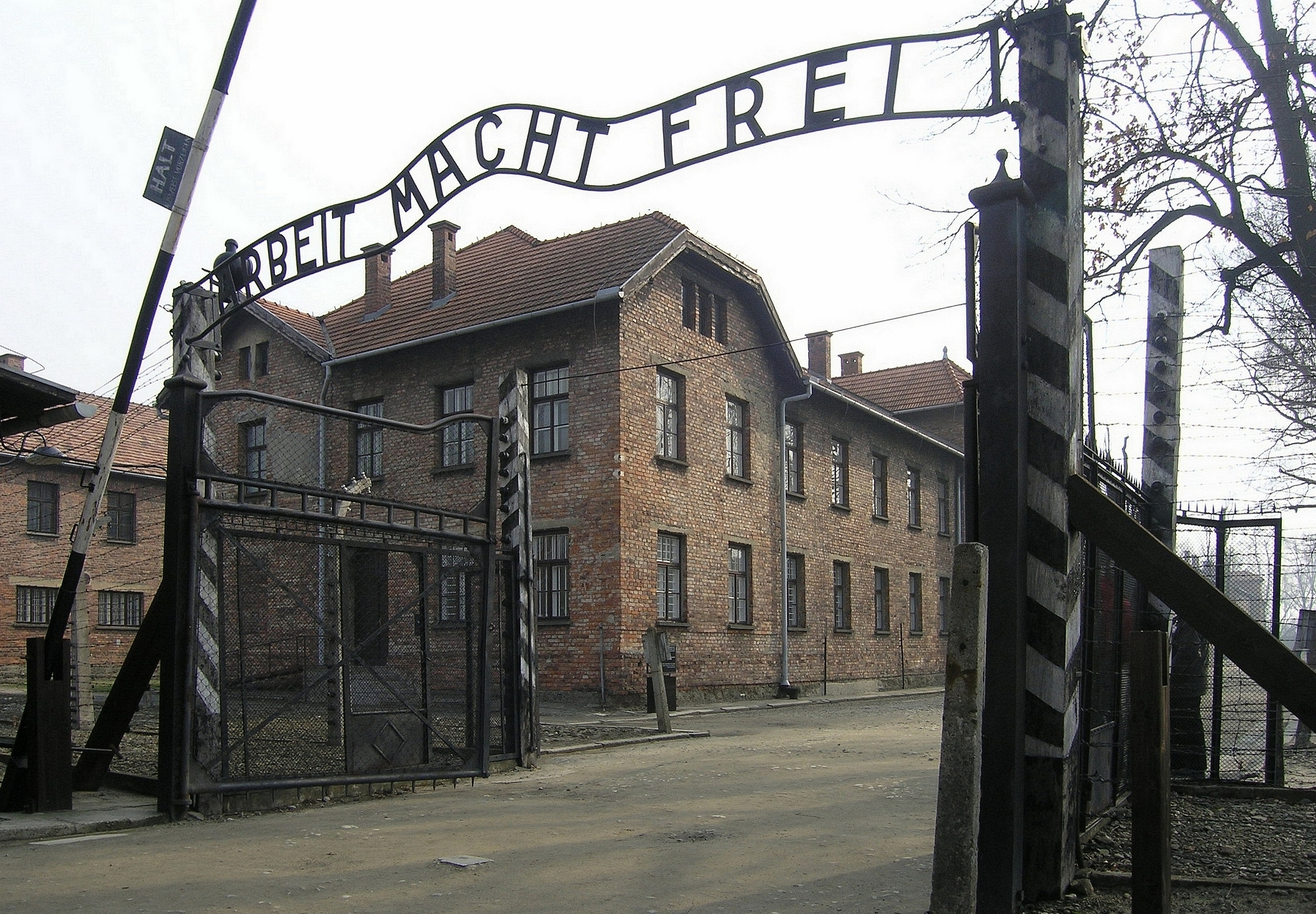
Peter Weiss besuchte das zum Museum erklärte Lager Auschwitz

- Peter Weiss: Meine Ortschaft (Prosa). Erinnerungen an einen Besuch in der Gedenkstätte des KZ Auschwitz.
- Arnold Zweig: Glogau und Kattowitz, zwei Jugendstädte (Prosa). Orte: Glogau und Kattowitz
- Friedemann Berger: Lebus (Gedicht). Ort: Lebus
- Hans Werner Richter: Bansiner Topographie (Prosa). Ort: Bansin
- Günter Eich: Arenzhain (Gedicht). Ort: Arenzhain
- Franz Fühmann: Die Berge hinunter (Prosa). Ort: Riesengebirge
- Marie Luise Kaschnitz: Rennen und Trödeln (Prosa). Ort: Berlin
- Christa Reinig: Feuergefährlich (Prosa). Ort: Berlin

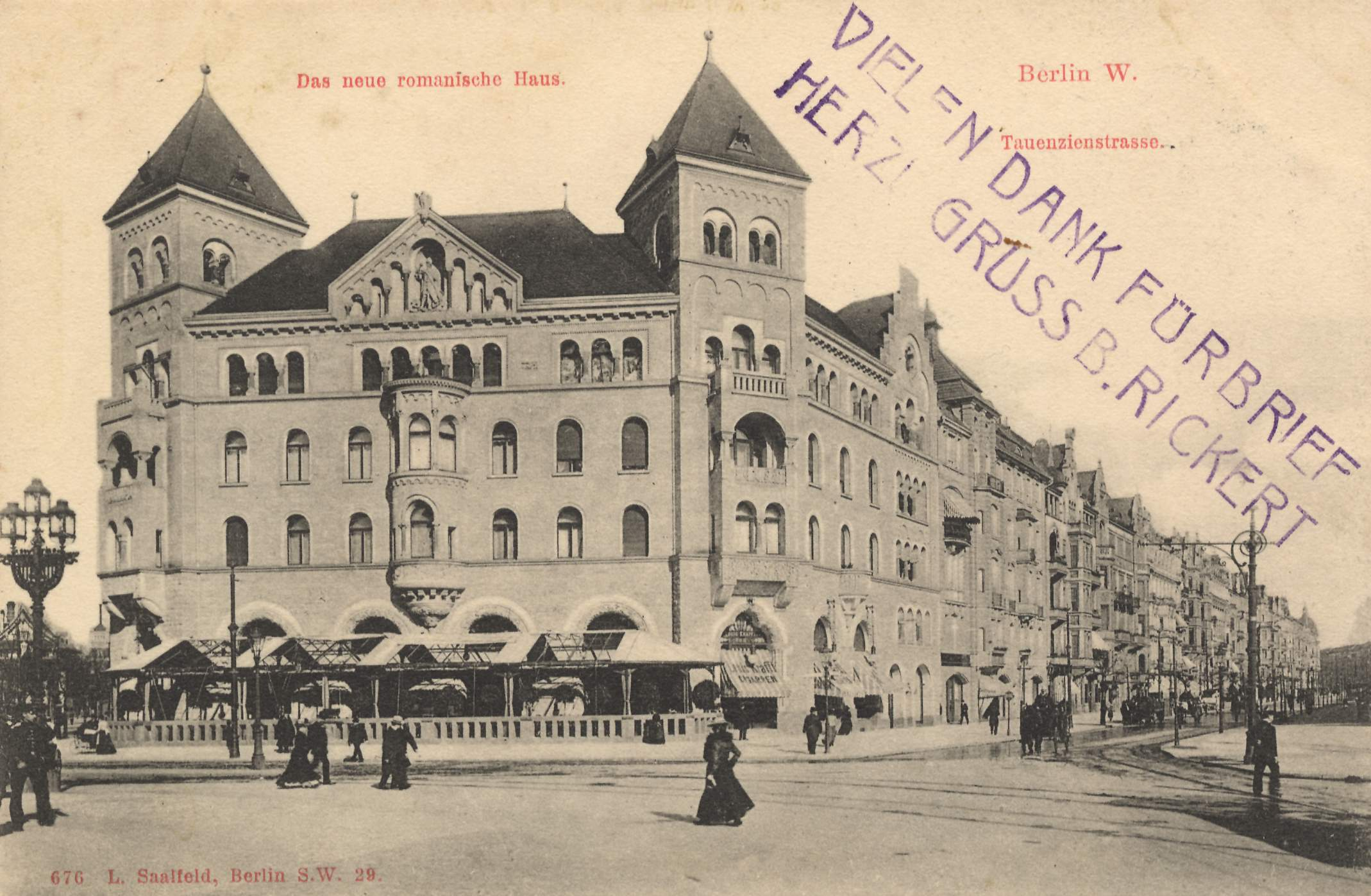
Das zweite Romanische Haus brannte 1943 nieder (Ansichtskarte von um 1900)

- Wolfgang Koeppen: Ein Kaffeehaus (Prosa). Erinnerungen an das Romanische Café im Romanischen Haus.
- Günter Bruno Fuchs: Herrn Eules Kreuzberger Kneipentraum (Prosa). Ort: Berlin
- Wolfgang Bächler: Stenogramme über Berlin (Gedicht)
- Günter Kunert: Fahrt mit der S-Bahn (Prosa). Ort: Berlin.
- Wolf Biermann: Der Hugenottenfriedhof in Berlin (Gedicht). Ort: Hugenottenfriedhof
- Heinz von Cramer: Unterm Sternbild des Zeigefingers (Prosa). Ort: Potsdam
- Stephan Hermlin: Kassberg (Prosa). Ort: Kaßberg/Chemnitz
- Wolfgang Hildesheimer: Die Margarinefabrik (Prosa). Ort: Bei Finneidfjord, Norwegen
- Ernst Schnabel: Deutsches Seestück (Prosa). Ort: Lübecker Bucht. Der Untergang der Schiffe Cap Arcona, Thielbek und Deutschland.
- Hubert Fichte: Lokstedt / Höhenunterschiede / Alfred Wöpke / Lebensdauer / Frühling / Veränderungen / Ortsamt (Gedichte). Ort: Lokstedt
- Peter Rühmkorf: Ein Brief (Prosa). Orte: Rom und Warstade
- Karl Krolow: Grüner Loden (Prosa). Ort: Hannover
- Paul Schallück: Warendorfer Pferde (Prosa). Ort: Warendorf
- V. O. Stomps: In der Krawatte. (Prosa) Ort: Krefeld
- Heinrich Böll: Raderberg, Raderthal (Prosa). Orte: Raderberg und Raderthal/Köln
- F. C. Delius: Butzbach, zum Exempel (Gedicht). Ort: Butzbach
- Herbert Heckmann: Der Wurstesser (Prosa). Ort: Bockenheimer Warte/Frankfurt am Main
- Carl Zuckmayer: Mainz, versunkene Stadt (Prosa)
- Anna Seghers: Zwei Denkmäler (Prosa), ebenfalls Mainz
- Ernst Bloch: Ludwigshafen-Mannheim / Nachschrift 1965 (Prosa). Ort: Ludwigshafen am Rhein
- Walter Höllerer: Schiller-Gedächtnis / Heckenburgen (Gedichte). Ort: Sulzbach-Rosenberg
- Günter Herburger: Stuttgarter Festschrift (Gedicht). Ort: Stuttgart
- Peter Härtling: Das Ballerinaglas, Nürtingen, Marktstraße (Prosa) Ort: Nürtingen

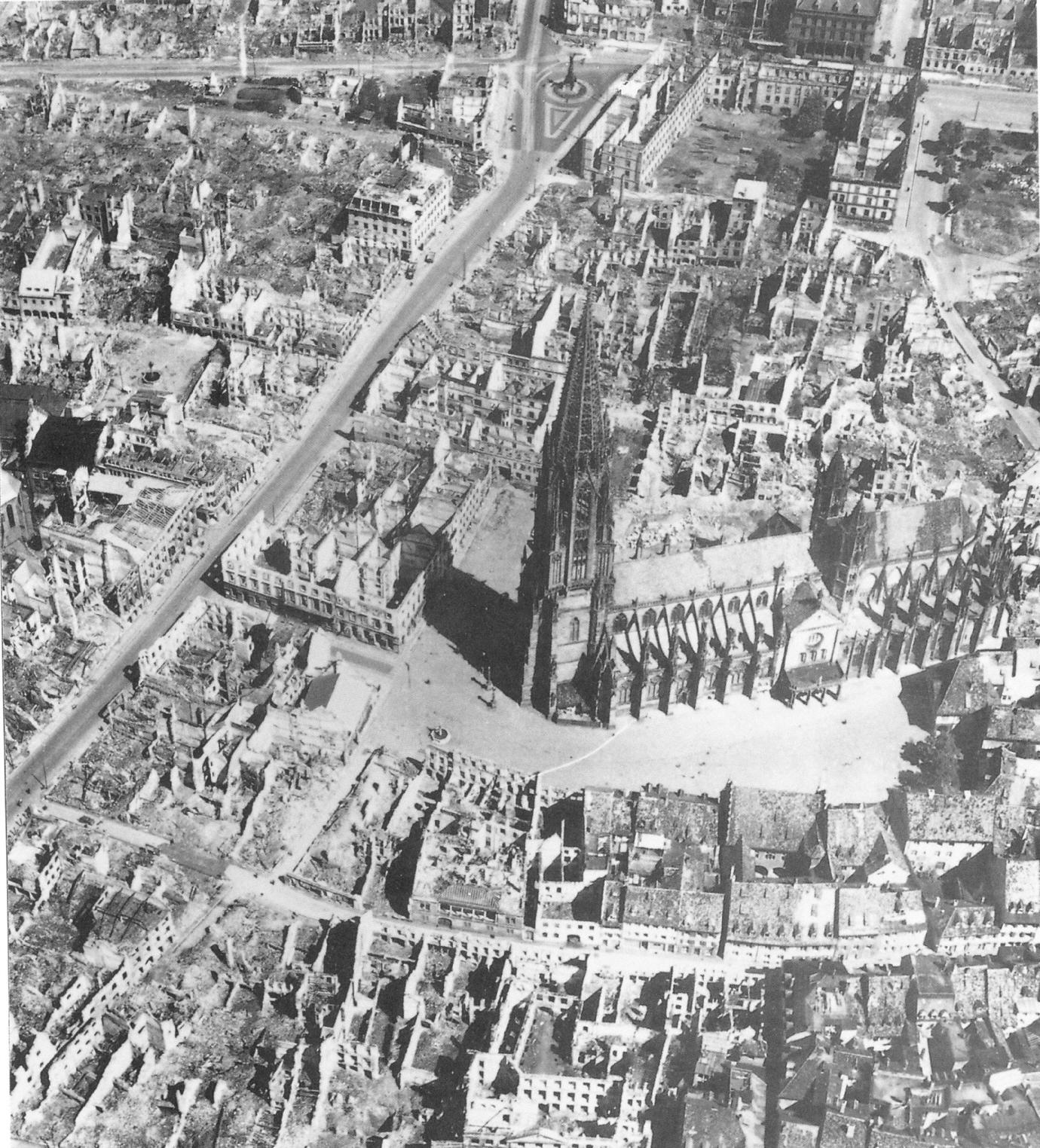
Die zerbombte Freiburger Innenstadt mit dem Münster

- Christoph Meckel: Der Brand (Prosa). Ort: Littenweiler/Freiburg im Breisgau. Erinnerung an die Zerstörung Freiburgs im Zweiten Weltkrieg.
- Walter Jens: Mein Sanatorium[5] (Prosa)
- Erich Fried: Die grüne Garnitur (Prosa). Ort: Wien
- Ilse Aichinger: Kleist, Moos Farne (Prosa). Orte: Wien und Oberösterreich
- Hans Erich Nossack: Musenweimar (Prosa, Satire). Ort: Darmstadt[4]
- Manfred Bieler: Schlachten und Spazierengehn (Prosa).
- H. C. Artmann: Verfehltes unterfangen sich einer geografie zu erinnern (Prosa)
- Peter Huchel: Exil (Gedicht)
- Nelly Sachs: Mein Ort (Gedicht)
- Autoren (Autorenverzeichnis)
- Register

## Hintergrund
Wagenbach hatte in seinem Verlag seit März 1965 die ersten sogenannten Quarthefte veröffentlicht. Hier erschienen Texte zeitgenössischer deutscher Autoren in Erstausgaben. Der Verleger räumte seinen Autoren gleiche Rechte und Einfluss auf Ausstattung und Informationstexte ein. Auch bei dem im Oktober desselben Jahres erschienenen Atlas wurde dies so gehandhabt. Die Texte der Ostautoren galten in deren Heimat vielfach als politisch inkorrekt. Ein Beispiel ist Hans Werner Richters satirische Betrachtung des Badeortes Bansin, der die örtliche Parteibürokratie in Schwierigkeiten brachte. Das Buch ist dem am 2. September 1965 verstorbenen Johannes Bobrowski gewidmet, der Wagenbach in ostdeutschen Angelegenheiten beraten und unterstützt hatte. Mit dem Atlas endeten Wagenbachs gesamtdeutsche Bemühungen: Im Dezember tagte das 11. Plenum des ZK der SED und unterband weiteren kulturellen Austausch.
Der Name Atlas sei, so Wagenbach im Vorwort, im Sinne des griechischen Wortes Geographie (γεωγραφία geografia) zu verstehen: Einmal beschreibende Länderkunde, Sammlungen von Materialien zu einzelnen Ländern und den Sitten ihrer Bewohner und zum anderen spekulative Welterklärung. […] dieser Atlas […] kehrt zurück zum Begriff der Alten von Geographie als einer Mischung aus Beschreibung und Erklärung.

## Kritiken
- Marcel Reich-Ranicki äußerte sich 1965 in einer Rezension: Ein deutscher Literat, noch jung, doch als Kafka-Forscher schon seit Jahren weit und breit bekannt und geschätzt, Klaus Wagenbach also, war kühn genug sich auf eine Sache einzulassen, die ihn Kopf und Kragen kosten kann. Durch das Zurücktreten des Herausgebers schwanke die Qualität der Beiträge, aber immerhin die Hälfte sei lesenswert. Als besonders gelungen hebt er Wolfgang Koeppens Beitrag zum Romanischen Café (Ein Kaffeehaus) und Peter Weiss’ Text über die Gedenkstätte des KZ Auschwitz hervor.[4]
- Harald Hartung schrieb in der Frankfurter Allgemeinen Zeitung anlässlich der Neuausgabe 2004: Der vielleicht wichtigste, folgenreichste Text darin war „Meine Ortschaft“ von Peter Weiss, eine Beschreibung des Lagers Auschwitz. Merkwürdig genug: Eben dieses Beitrags wegen zog Paul Celan seine Zusage zur Mitarbeit zurück. Wagenbach erwähnt dies im Nachwort zur Neuausgabe. Man wüßte gern die Gründe.[10]

## Ausgaben
- Atlas, zusammengestellt von deutschen Autoren. Verlag Klaus Wagenbach, Berlin 1965 (Erstausgabe)
- Atlas, zusammengestellt von deutschen Autoren, Neuausgabe 1979, Wagenbachs Taschenbücherei Nr. 64, Verlag Klaus Wagenbach, Berlin, ISBN 3-8031-2064-0
- Atlas. Deutsche Autoren über ihren Ort. Verlag Klaus Wagenbach Berlin 2004 ISBN 3-8031-3188-X